# Гётеборгская опера
Гётеборгская опера (швед. Göteborgsoperan) — оперный театр в Гётеборге, Швеция. Является относительно новым — его строительство началось в сентябре 1989 года, закончено в 1994 году и в том же году состоялось открытие. В 2000 году театр принимал фестиваль Melodifestivalen — шведский национальный отбор на конкурс Евровидение.

## Характеристики
Вместительность зрительного зала — 1300 мест, оркестровая яма способна вместить около 100 музыкантов. Главная сцена оборудована четырьмя 15-тонными платформами, которые, в зависимости от действа на сцене, могут опускаться на глубину до семи метров. Зрительный зал театра оборудован, кроме прочего, двумя сотнями мониторами, которые транслируют происходящее на сцене. Помимо оперных представлений, зал рассчитан и на мюзиклы, танцевальные, в том числе балетные, постановки, оперетты и музыкальные шоу.

## История
В 1959 году руководитель Городского театра Карл Йохан Стрём предложил построить в Гётеборге музыкальный театр на том месте, где сейчас располагается городская библиотека и поблизости от концертного зала. В 1962 году был реформирован Большой театр Гётеборга, а 1963 подготовлен проект музыкального театра архитектора Нильса Эрикссона. Для тех лет проект был инновационным — зал на 1300 мест и несколько сцен, что было оценено в 30 миллионов крон, и по причине затратности проект был заморожен.
В 1964—1966 годах строительная компания F O Peterson & Söner пыталась заинтересовать инвесторов и местные власти идеей строительства в городе оперного театра и попытались предложить собственный универсальный проект и более подходящее место (угол бульвара Нью Аллен и проспекта Кунгспортсавенин для основного здания). После нескольких попыток построить театр в самом центре города вместо художественной галереи или объединения его с Большим театром, городские власти решили выделить место для театра чуть севернее, ближе к городскому парку и объединить его с Городским театром. К концу октября 1968 был объявлен конкурс архитекторов, заявки на которых подали архитекторы из 102 стран, а также стоимость проекта — 40 миллионов крон. Планировалось завершить строительство к 1974 году. К маю 1969 года вопросы архитектуры перешли в ведение компании Lund & Valentin, но политическая напряжённость в стране снова вынудила городской совет отложить строительство. К 1973 году стоимость проекта выросла до 70 миллионов.
Позже на том месте, что было отведено под театр, начали строительство отеля. Планировалось укрепить почву в северо-западной части городского парка, где она была более болотная, и начать строительство там, где к тому времени как раз было снесено несколько старых зданий, что освободило для театра больше пространства. Архитектурный проект подготовил Ян Изковиц; строительство началось в 1989 году и ввиду большого числа участников строительства было быстро завершено. Открытие состоялось в 1994 году.

## Кампания против строительства театра
В 1970-х годах, когда стоимость проекта возросла до 100 млн, в городе нашлись противники строительства оперного театра за небывалую для тех лет сумму. Многие известные деятели культуры, такие, как Кент Андрессон и Свен Воллтер встали во главе кампании по сбору подписей против начала строительства. Им удалось собрать 109 тысяч подписей, а на митинг протеста собрались 7200 человек.